# Miguel Peña y Gálvez
Miguel Peña y Gálvez (Écija, 1855-Écija, 1922) fue un médico militar y marino español.

## Biografía
Nacido el 21 de enero de 1855 en la localidad sevillana de Écija, siguió la carrera de Medicina y entró al servicio facultativo de la Marina de Guerra.  En el Departamento de Cartagena, trabajó durante la epidemia de cólera de 1885. Con las escuadras navales viajó por todo el mundo: quince veces estuvo en las islas Carolinas, además de estar en Filipinas durante la guerra de la independencia del archipiélago. Los méritos ganados en esta último destino le valieron la Cruz de San Fernando. Presidiendo la Unión Médica Gaditana promovió concursos de higiene popular, con motivo de los cuales pronunció diversos discursos. Falleció el 5 de enero de 1922 en su ciudad natal. Había alcanzado el grado de general de Sanidad y ostentaba, entre otras condecoraciones, la gran cruz del Mérito Naval.
Colaboró con periódicos gaditanos y en algunas revistas profesionales, casi siempre en temas relacionados con la higiene pública. Entre sus publicaciones se encontraron textos como Memorias de las Carolinas, Discurso leído en los juegos florales celebrados en Écija en 1904, Cervantes, marino. Datos autobiográficos del héroe de Lepanto, y Apuntes para la historia de los Cuerpos de Sanidad Militar y de la Armada.